# Grand Prix Maďarska 2016
Grand Prix Maďarska 2016 (oficiálně Formula 1 Magyar Nagydíj 2016) se jela na okruhu Hungaroring v Budapešti v Maďarsku dne 24. července 2016. Závod byl jedenáctým v pořadí v sezóně 2016 šampionátu Formule 1.

## Kvalifikace
| Poř.                       | No. | Jezdec            | Konstruktér               | Časy v kvalifikaci | Časy v kvalifikaci | Časy v kvalifikaci | Pořadí na startu |
| Poř.                       | No. | Jezdec            | Konstruktér               | Q1                 | Q2                 | Q3                 | Pořadí na startu |
| -------------------------- | --- | ----------------- | ------------------------- | ------------------ | ------------------ | ------------------ | ---------------- |
| 1                          | 6   | Nico Rosberg      | Mercedes                  | 1:33.302           | 1:22.806           | 1:19.965           | 1                |
| 2                          | 44  | Lewis Hamilton    | Mercedes                  | 1:34.210           | 1:24.836           | 1:20.108           | 2                |
| 3                          | 3   | Daniel Ricciardo  | Red Bull Racing-TAG Heuer | 1:39.968           | 1:23.234           | 1:20.280           | 3                |
| 4                          | 33  | Max Verstappen    | Red Bull Racing-TAG Heuer | 1:40.424           | 1:22.660           | 1:20.557           | 4                |
| 5                          | 5   | Sebastian Vettel  | Ferrari                   | 1:35.718           | 1:24.082           | 1:20.874           | 5                |
| 6                          | 55  | Carlos Sainz Jr.  | Toro Rosso-Ferrari        | 1:36.115           | 1:24.734           | 1:21.131           | 6                |
| 7                          | 14  | Fernando Alonso   | McLaren-Honda             | 1:35.165           | 1:23.816           | 1:21.211           | 7                |
| 8                          | 22  | Jenson Button     | McLaren-Honda             | 1:37.983           | 1:24.456           | 1:21.597           | 8                |
| 9                          | 27  | Nico Hülkenberg   | Force India-Mercedes      | 1:41.471           | 1:23.901           | 1:21.823           | 9                |
| 10                         | 77  | Valtteri Bottas   | Williams-Mercedes         | 1:42.758           | 1:24.506           | 1:22.182           | 10               |
| 11                         | 8   | Romain Grosjean   | Haas-Ferrari              | 1:35.906           | 1:24.941           |                    | 11               |
| 12                         | 26  | Daniil Kvjat      | Toro Rosso-Ferrari        | 1:36.714           | 1:25.301           |                    | 12               |
| 13                         | 11  | Sergio Pérez      | Force India-Mercedes      | 1:41.411           | 1:25.416           |                    | 13               |
| 14                         | 7   | Kimi Räikkönen    | Ferrari                   | 1:36.853           | 1:25.435           |                    | 14               |
| 15                         | 21  | Esteban Gutiérrez | Haas-Ferrari              | 1:38.959           | 1:26.189           |                    | 15               |
| 16                         | 12  | Felipe Nasr       | Sauber-Ferrari            | 1:37.772           | 1:27.063           |                    | 16               |
| 107 % času vítěze 1:39.833 |     |                   |                           |                    |                    |                    |                  |
| —                          | 30  | Jolyon Palmer     | Renault                   | 1:43.965           |                    |                    | 17               |
| —                          | 19  | Felipe Massa      | Williams-Mercedes         | 1:43.999           |                    |                    | 18               |
| —                          | 20  | Kevin Magnussen   | Renault                   | 1:44.543           |                    |                    | 19               |
| —                          | 9   | Marcus Ericsson   | Sauber-Ferrari            | 1:46.984           |                    |                    | PL               |
| —                          | 94  | Pascal Wehrlein   | MRT-Mercedes              | 1:47.343           |                    |                    | 20               |
| —                          | 88  | Rio Haryanto      | MRT-Mercedes              | 1:50.189           |                    |                    | 21               |
| Zdroj:                     |     |                   |                           |                    |                    |                    |                  |

Poznámky
1. 1 2 3 4 5  Daniel Ricciardo, Max Verstappen, Nico Hülkenberg, Valtteri Bottas a Sergio Pérez nedosáhli času do 107 % času vítěze. Rozhodnutím sportovních komisařů mohli pokračovat v Q2 a jejich časy z Q1 jim zůstaly.
2. 1 2 3 4 5 6  Jolyon Palmer, Felipe Massa, Kevin Magnussen, Marcus Ericsson, Pascal Wehrlein a Rio Haryanto nezaznamenali čas, kterým by se kvalifikovali ve 107 % času vítěze. Start jim byl povolen sportovními komisaři.
3. ↑  Marcus Ericsson musel startovat z boxové uličky kvůli výměně podlahy.
4. ↑  Rio Haryanto obdržel trest posunu o 5 míst vzad za neplánovanou výměnu převodovky.

## Závod
| Poř.   | No. | Jezdec            | Konstruktér               | Počet kol | Čas/Odstoupení | Pořadí na startu | Body |
| ------ | --- | ----------------- | ------------------------- | --------- | -------------- | ---------------- | ---- |
| 1      | 44  | Lewis Hamilton    | Mercedes                  | 70        | 1:40:30.115    | 2                | 25   |
| 2      | 6   | Nico Rosberg      | Mercedes                  | 70        | +1.977         | 1                | 18   |
| 3      | 3   | Daniel Ricciardo  | Red Bull Racing-TAG Heuer | 70        | +27.539        | 3                | 15   |
| 4      | 5   | Sebastian Vettel  | Ferrari                   | 70        | +28.213        | 5                | 12   |
| 5      | 33  | Max Verstappen    | Red Bull Racing-TAG Heuer | 70        | +48.659        | 4                | 10   |
| 6      | 7   | Kimi Räikkönen    | Ferrari                   | 70        | +49.044        | 14               | 8    |
| 7      | 14  | Fernando Alonso   | McLaren-Honda             | 69        | +1 kolo        | 7                | 6    |
| 8      | 55  | Carlos Sainz Jr.  | Toro Rosso-Ferrari        | 69        | +1 kolo        | 6                | 4    |
| 9      | 77  | Valtteri Bottas   | Williams-Mercedes         | 69        | +1 kolo        | 10               | 2    |
| 10     | 27  | Nico Hülkenberg   | Force India-Mercedes      | 69        | +1 kolo        | 9                | 1    |
| 11     | 11  | Sergio Pérez      | Force India-Mercedes      | 69        | +1 kolo        | 13               |      |
| 12     | 30  | Jolyon Palmer     | Renault                   | 69        | +1 kolo        | 17               |      |
| 13     | 21  | Esteban Gutiérrez | Haas-Ferrari              | 69        | +1 kolo        | 15               |      |
| 14     | 8   | Romain Grosjean   | Haas-Ferrari              | 69        | +1 kolo        | 11               |      |
| 15     | 20  | Kevin Magnussen   | Renault                   | 69        | +1 kolo        | 19               |      |
| 16     | 26  | Daniil Kvjat      | Toro Rosso-Ferrari        | 69        | +1 kolo        | 12               |      |
| 17     | 12  | Felipe Nasr       | Sauber-Ferrari            | 69        | +1 kolo        | 16               |      |
| 18     | 19  | Felipe Massa      | Williams-Mercedes         | 68        | +2 kola        | 18               |      |
| 19     | 94  | Pascal Wehrlein   | MRT-Mercedes              | 68        | +2 kola        | 20               |      |
| 20     | 9   | Marcus Ericsson   | Sauber-Ferrari            | 68        | +2 kola        | PL               |      |
| 21     | 88  | Rio Haryanto      | MRT-Mercedes              | 68        | +2 kola        | 21               |      |
| Ret    | 22  | Jenson Button     | McLaren-Honda             | 60        | Únik oleje     | 8                |      |
| Zdroj: |     |                   |                           |           |                |                  |      |

Poznámky
1. ↑  Esteban Gutiérrez obdržel trest přičtení 5 sekund k času v cíli za ignorování modrých vlajek.

## Průběžné pořadí po závodě
Pohár jezdců
|   | Pořadí | Jezdec           | Body |
| - | ------ | ---------------- | ---- |
| 1 | 1      | Lewis Hamilton   | 192  |
| 1 | 2      | Nico Rosberg     | 186  |
| 1 | 3      | Daniel Ricciardo | 115  |
| 1 | 4      | Kimi Räikkönen   | 114  |
|   | 5      | Sebastian Vettel | 110  |

Pohár konstruktérů
|  | Pořadí | Konstruktér               | Body |
|  | ------ | ------------------------- | ---- |
|  | 1      | Mercedes                  | 378  |
|  | 2      | Ferrari                   | 224  |
|  | 3      | Red Bull Racing-TAG Heuer | 223  |
|  | 4      | Williams-Mercedes         | 94   |
|  | 5      | Force India-Mercedes      | 74   |